# پناهگاه خنگ گا
پناهگاه خنگ گا مربوط به دوران فرادیرینه‌سنگی است و در شهرستان ممسنی، بخش رستم، دهستان رستم ۱، ۲ کیلومتری غرب روستای برآفتاب زیر دو واقع شده و این اثر در تاریخ ۳۰ بهمن ۱۳۸۶ با شمارهٔ ثبت ۲۰۷۷۲ به‌عنوان یکی از آثار ملی ایران به ثبت رسیده است.